# Helianthus smithiorum
Helianthus smithiorum — вид квіткових рослин з родини айстрових (Asteraceae).

## Умови зростання
США: Алабама, Джорджія, Теннессі.